# Parkietnik
Parkietnik, altannik Archbolda (Amblyornis papuensis) – gatunek średniej wielkości ptaka z rodziny altanników (Ptilonorhynchidae). Jest rzadkim ptakiem endemicznym, charakterystycznym tylko dla wewnętrznych, wyżej położonych obszarów Nowej Gwinei. Jako jedyny przedstawiciel altanników tworzy w okresie godowym zamiast altanek ozdobne dywany mające na celu przywabić samice. Nie jest zagrożony wyginięciem.

## Systematyka
Takson ten został po raz pierwszy opisany przez kanadyjskiego ornitologa Austina L. Randa w 1940 roku. Holotyp pochodził znad rzeki Bele River w Górach Śnieżnych (zachodnio-środkowa Nowa Gwinea). Autor nadał nowemu gatunkowi nazwę Archboldia papuensis i utworzył dla niego rodzaj Archboldia. Nazwa rodzajowa została nadana na cześć amerykańskiego zoologa i badacza Nowej Gwinei, Richarda Archbolda. Przez niektórych autorów gatunek nadal zaliczany jest do tego monotypowego rodzaju, inni umieszczają go w rodzaju Amblyornis.
Wyróżnia się dwa podgatunki, czasem podnoszone do rangi osobnych gatunków: 
- Amblyornis papuensis papuensis (Rand, 1940) – parkietnik czarny
- Amblyornis papuensis sanfordi (Mayr & Gilliard, 1950) – parkietnik złotoczuby.

Parkietnik czarny zamieszkuje zachodnie, a złotoczuby wschodnie regiony Nowej Gwinei.

## Morfologia
WyglądCiemnoszary ptak średniej wielkości o brązowej tęczówce, szarych nogach i złotych piórkach na wierzchu głowy i szyi tworzących jakby czapeczkę. Ogon nieco rozwidlony i trochę ciemniejszy od reszty ciała. Samice są podobne do samców, ale nieco mniejsze i bez złotych piór na głowie.
Średnie wymiary
- długość ciała: samiec 37 cm, samica 35 cm[9]
- masa ciała: samiec 170–195 g, samica 163–185 g[9]

## Ekologia i zachowanie
Biologia tego gatunku jest wciąż mało poznana.
BiotopGęste, wyżynne i górskie lasy tropikalne.
PożywienieGłównie owoce, choć młode karmione są bezkręgowcami.
RozmnażanieSamce są poligamiczne. W celu zwabienia jak największej liczby partnerek wyściełają upatrzoną polankę ozdobnymi liśćmi, piórami i kawałkami owoców. Samica sama buduje gniazdo oraz opiekuje się jajami i pisklętami.

## Status
Międzynarodowa Unia Ochrony Przyrody (IUCN) od 2022 roku uznaje parkietnika za gatunek najmniejszej troski (LC, Least Concern); wcześniej, od 2004 roku klasyfikowała go jako gatunek bliski zagrożenia (NT – near threatened), zaś w 1996 roku otrzymał status gatunku narażonego na wyginięcie (VU – vulnerable). Liczebność populacji nie została oszacowana, ale prawdopodobnie przekracza 10 tysięcy dorosłych osobników. Generalnie jest to ptak rzadki, lokalnie może być pospolity. Trend liczebności populacji oceniany jest jako stabilny.